# Departamentos in Kolumbien
Als Departamentos werden in Kolumbien die politischen Verwaltungsgebiete bezeichnet, in die das Land unterteilt ist. Diese Verwaltungseinheiten sind etwa vergleichbar mit den französischen Départements, haben jedoch weniger Kompetenzen als z. B. die Provinzen Italiens.
Kolumbien ist politisch in 32 Departamentos und einen Hauptstadtdistrikt (Distrito Capital), der die Hauptstadt Bogotá umfasst, unterteilt. Jedes Departamento hat einen Gouverneur (Gobernador) und einen Departementsrat (Asamblea Departamental), die alle vier Jahre vom Volk gewählt werden. Der Gouverneur kann nicht für eine unmittelbar folgende Regierungszeit wiedergewählt werden. 
Bogotá ist als Hauptstadtdistrikt eine Ausnahme; es besitzt zwar eine eigene Distriktregierung (Concejo Distrital) und einen als Regierungschef den Gouverneuren gleichgestellten Oberbürgermeister (Alcalde Mayor), ist aber in gewissen Beziehungen weiterhin vom Departamento Cundinamarca abhängig.
Die Departamentos sind weiter in Gemeinden (Municipios) gegliedert, die von einem volksgewählten Bürgermeister (Alcalde) und einen Gemeinderat (Concejo Municipal) regiert werden. In den unzugänglichen Regionen im Osten und Süden, die erst 1991 den Departamento-Status erhielten, haben diese Municipios sehr große Flächen über 100.000 km² (Vichada und Departamento de Amazonas).